# Morrien

Wappen derer von Morrien im Wappenbuch des Westfälischen Adels

Die Herren von Morrien gehörten im Mittelalter und in der frühen Neuzeit zu den führenden westfälischen Adelsfamilien (Ritterstand). Der Name ist ein Übername und entstand aus Morian, da die von Morrien überzeugt waren, von einem der Heiligen Drei Könige, dem Mohr Melchior, abzustammen. Als gesichert gilt, dass sie wie die von Grothaus dem seit 1174/1185 urkundlichen Geschlecht von Senden entstammen. Zwischen 1350 und 1691 hatte die Familie das Amt des Erbmarschalls des Hochstifts Münster inne. Die Familie besaß Nordkirchen bei Lüdinghausen und seit 1521 den Falkenhof in Rheine. Daneben war sie im 17. und 18. Jahrhundert auch im Herzogtum Kleve begütert.

## Geschichte

### Stammlinie zu Nordkirchen
Ältester Namensträger war Johann Morrien zu Lüdinghausen (* vor 1271, † 1337). Er wurde um 1252 in Lüdinghausen geboren. Sein Vater Bernhard von Senden zu Lüdinghausen war Ritter und Vasall des Bischofs von Münster und des Grafen von Ravensberg. Johann wurde Ritter und erhielt vom Bischof den Oberhof Selm als Pfand. Vom Kloster Werden wurde er mit dem Oberhof Nordkirchen und den Höfen tor Horst und Bertelswich belehnt und führte seitdem den Titel Herr zu Nordkirchen. Er war zudem Burgmann auf der Burg Botzlar, wo er ein Steinhaus besaß. Um 1284 heiratete er seine Frau Adelheid. Seine älteren Brüder wurden Knappen, sein jüngster Bruder Alexander von Morrien wurde Priester in Lüdinghausen, Propst des Stiftes St. Mauritz und schließlich Dompropst in Münster. Johann starb 1337 in Nordkirchen.
Sein einziger Sohn Johann II. (1324–1350 erwähnt) wurde Knappe und ebenfalls Burgmann in Botzlar. 1324 war er Herr zu Nordkirchen und 1347 erhielt er von der Abtei Werden den Hof Nordkirchen auf Lebenszeit zur Pacht. 1350 kaufte er von Conrad von der Recke das Erbmarschallamt des Hochstifts Münster. Er war verheiratet mit Druda (Gertrud), mit der er einen Sohn Johann hatte.
Johann III. (1378–1398 erwähnt) wurde um 1325 geboren. Nach dem Tode seines Vaters um 1353 trat er dessen Nachfolge als Herr zu Nordkirchen, Burgmann zu Botzlar und Erbmarschall von Münster an. Um 1363 heiratete er Richmode Hake und übernahm 1370 die Vogtei mit der Gerichtsbarkeit und Verwaltung von Nordkirchen. 1393 wurde ihm der Hof Nordkirchen pfandweise überlassen, um 1400 erbaute Johann von Morrien die ältere Wasserburg Nordkirchen.
Gerhard (1363–1424 erwähnt), heiratete 1388 die Alleinerbin Ida von Bevern und gelangte so in Besitz von Westbevern. Um 1398 beerbte er seinen Vater als Erbmarschall, Herr von Nordkirchen und Botzlar und ließ im gleichen Jahr die erste Burg Nordkirchens im Bereich Hirschpark erbauen. 1413 wurde er durch die Fürstabtei Herford mit dem Hof Ostenfelde belehnt. 1424 erwarb er die Höfe Capelle nebst den Höfen Dieckmann, Schlotmann und Kamphove.
Gerhard II. (1417–1489 erwähnt) erbte um 1426 das Erbmarschallamt und wurde Herr zu Nordkirchen. Durch Heirat der Erbtochter Margaretha von Borghorst im Jahre 1427 kam er an ihren Burgsitz in Horstmar. 1444 wurde er zum Drosten des Amtes Werne ernannt und im gleichen Jahr überließ die Abtei Werden ihm und seinen Erben den Hof Nordkirchen in Erbpacht. Während der Münsterischen Stiftsfehde 1450–1457 unterstützte er Bischof Walram von Moers, was zu einem weiteren Aufstieg der Familie beitrug. 1489 wurde er Amtmann zu Werne und Botzlar.
Dietrich (* 1428; † 1482), sein Sohn, erbte Nordkirchen und Ämter und war auch Domherr in Münster. Nach Dietrichs Tod 1482 wurde sein Bruder Alexander (Sander) (* um 1435; † 1498), münsterscher Erbmarschall zu Nordkirchen. Er heiratete 1487 Frederune Wulff von Lüdinghausen.

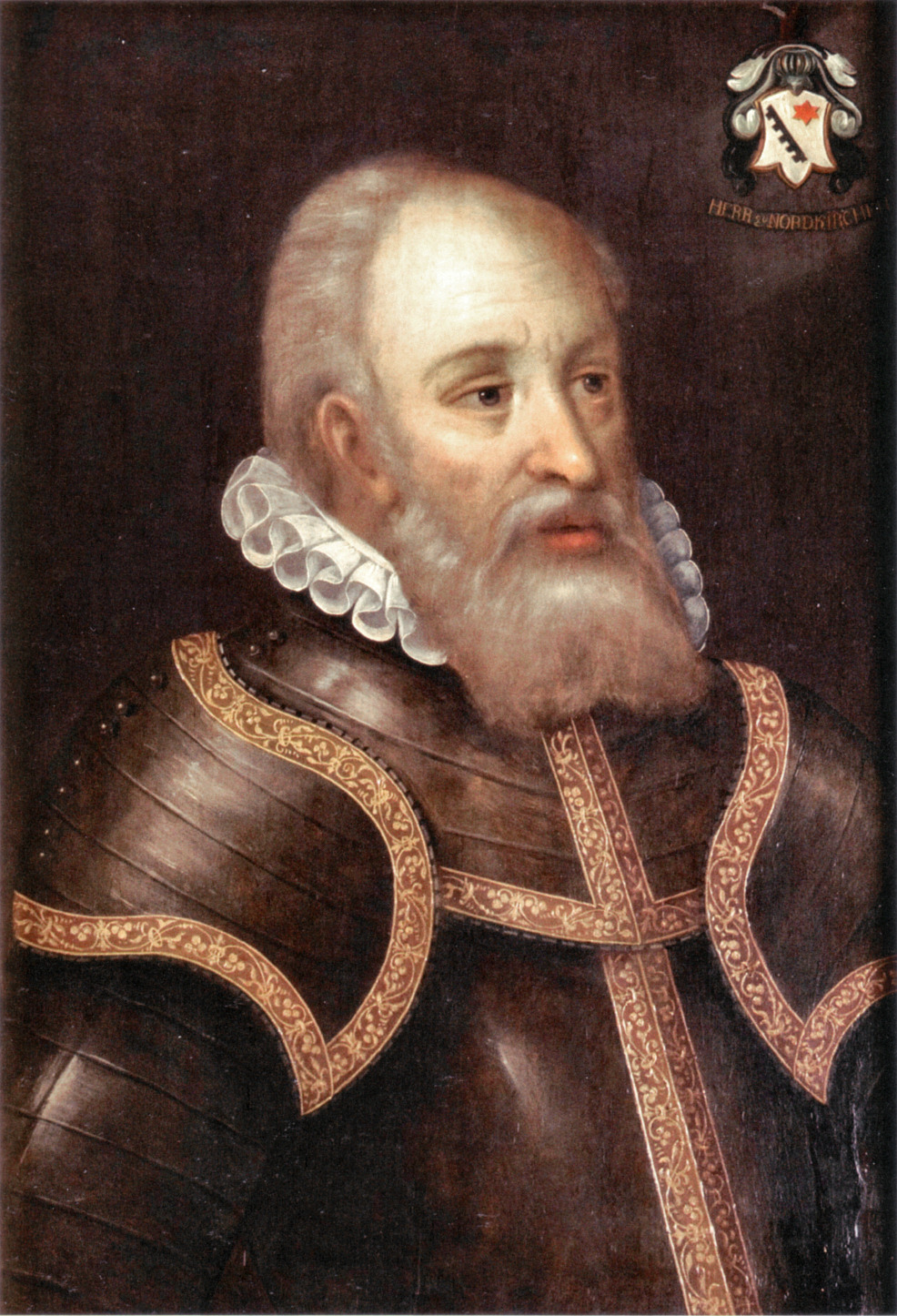
Gerhard III. von Morrien (um 1570)

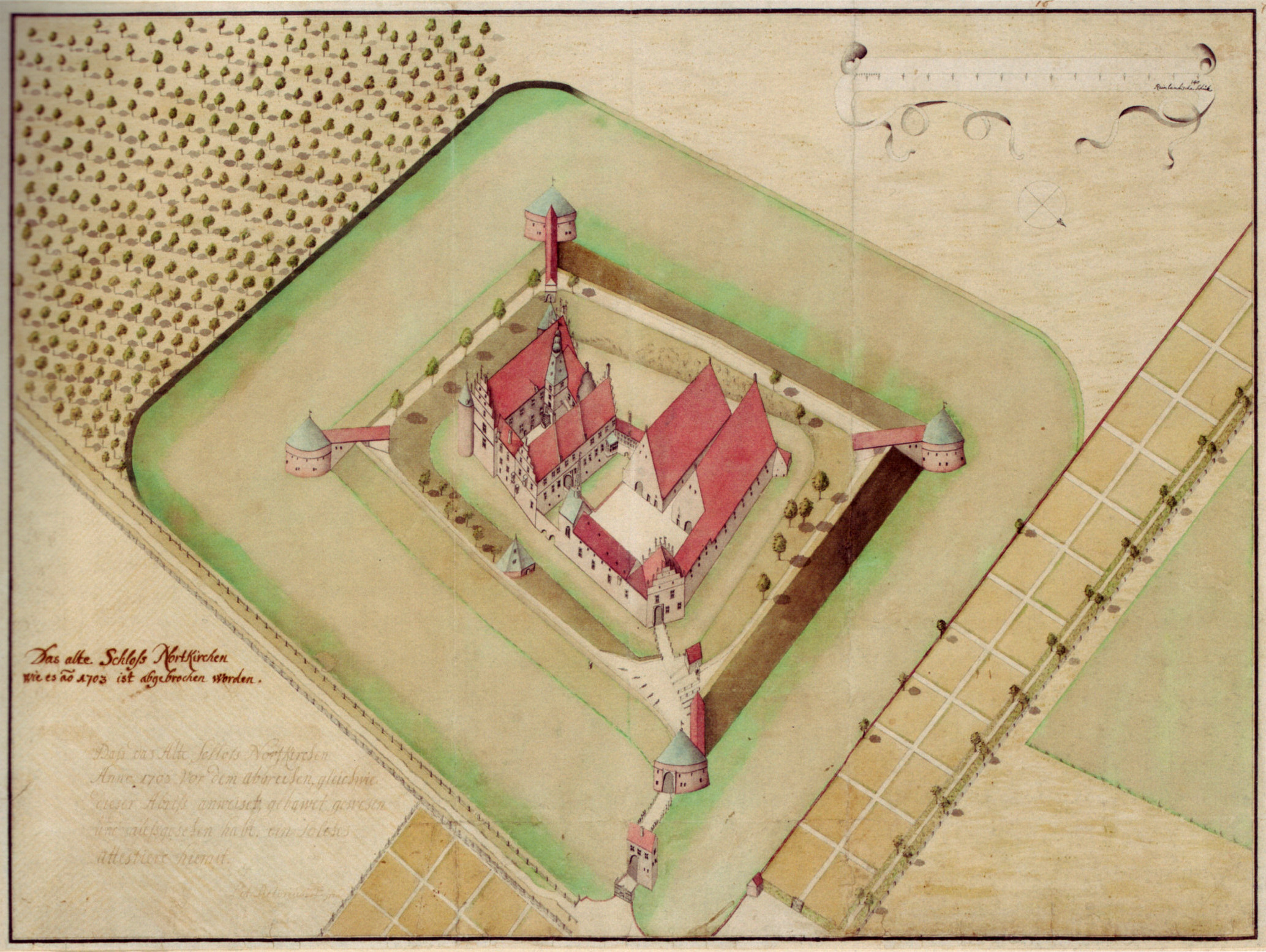
Die alte Wasserburg Nordkirchen vor dem Abbruch 1703 (Peter Pictorius d. J., um 1703)

Gerhart III. (* um 1500; † 1591) erbte Nordkirchen und das Erbmarschallamt. 1526 ließ er zum Schutz seiner Burg die Nordkirchener Pfarrkirche mit dem Friedhof und das alte Dorf Nordkirchen abbrechen und um einen Kilometer verlegen, da er fürchtete, dass der Kirchturm im Kriegsfall zur Beschanzung genutzt werden könnte. Trotz Genehmigung durch Papst Clemens VII. brachte ihm das einen langen Rechtsstreit mit seinen adeligen Nachbarn, insbesondere denen Meinhövel, von Merveldt und von Ascheberg ein. 1528 errichtete er die Wasserburg Nordkirchen mit seinem Baumeister Henric de Suer. 1551 wurde der Rechtsstreit vor dem bischöflichen Gericht zu Morriens Gunsten entschieden. 1556 stiftete er das "Armenhaus zu Nordkirchen" für fünf arme Leute. 1561 ging der Hof Nordkirchen endgültig an die Herren von Morrien durch Abkauf der Erbpacht über. 1564 heiratete er die Erbin von Davensberg, Johanna von Büren und erwarb dadurch die Hälfte der Davensberger Gerichtsbarkeit. Mit dem fortschreitenden 16. Jahrhundert zeigte sich auch die zunehmende protestantische Gesinnung der Familie Morrien, etwa durch die entsprechenden Gottesdienste in der Patronatskirche in Nordkirchen oder die Ablehnung des archidiakonalen Sendgerichts.

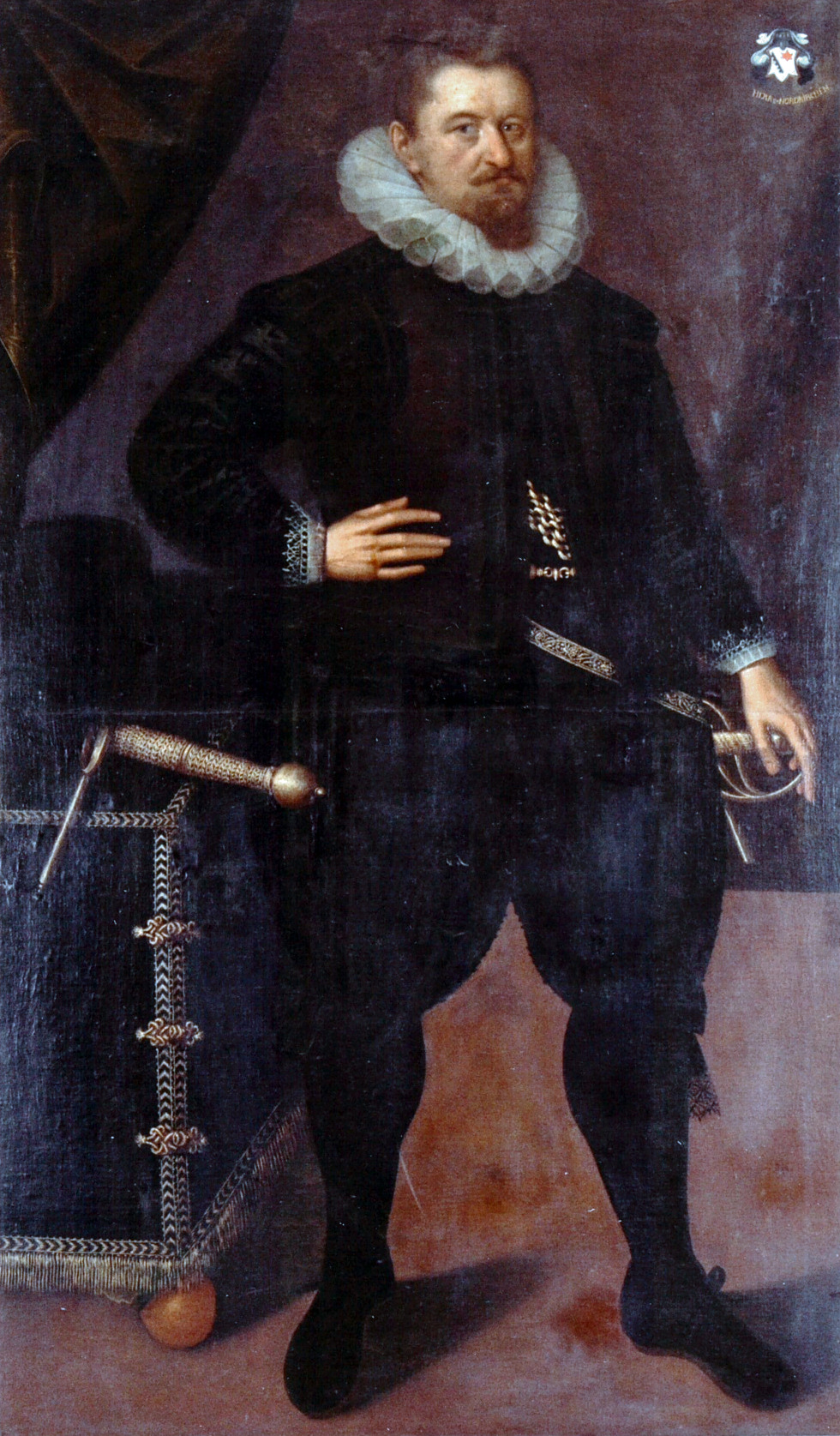
Gerhard IV. von Morrien (um 1605)

Gerhard IV. (* um 1565; † 1607) heiratete 1591 Adolpha von Ketteler und wurde Erbmarschall und Herr zu Nordkirchen. 1607 geriet er in eine Auseinandersetzung über Jagdrecht und Gebietsgrenzen mit seinem Nachbarn Dietrich von Galen, Vater des späteren Bischofs Christoph Bernhard von Galen, in dessen Folge am 17. Juli 1607 Gerhard auf dem münsterschen Domplatz von Dietrich von Galen erstochen wurde. Der Fall zog Kreise und landete schließlich auf Betreiben der Witwe Morrien vor dem Reichskammergericht in Speyer. Auf einer der ältesten Stadtansichten von Münster aus dem Jahr 1585, die sich heute im Stadtarchiv von Bad Homburg befindet, wurde der Vorgang nachträglich eingetragen.
Johann IV. (* um 1592; † 1628) wurde so bereits 1607 Erbmarschall und Herr zu Nordkirchen. 1623 heiratete er Anna Sophia von Limburg-Styrum. Bei den münsterischen Fürstbischöfen Ernst von Bayern und Ferdinand von Bayern fiel er in Ungnade, weil er sich nicht nur offen zum Protestantismus bekannte, sondern auch zu dessen militärischer Durchsetzung bereit war. Im Dreißigjährigen Krieg paktierte er 1627 mit dem dänischen König gegen den Fürstbischof, weshalb man ihm Untreue und Landesverrat vorwarf. 1628 ereilte ihn ein früher Tod, je nach Quelle durch einen Sturz vom Pferd oder Ertrinken im Schlossteich. Seine Witwe Anna Sophia von Limburg-Styrum sorgte unter bischöflichem Druck für eine religiöse Umorientierung des Hauses Nordkirchen hin zum katholischen Glauben.
Sein Sohn Ferdinand (* um 1625; † 1688) erbte Nordkirchen und das Hofmarschallamt. Er wurde bei der Belagerung Münsters 1661 Kommandant im Belagerungsheer. 1670 wurden er und seine Familie vom Kaiser in den Reichsfreiherrenstand erhoben. 1677 geriet er in Nordkirchen in ein Pistolenduell mit seinem Bruder Johann Bernhard und verlor das Amt wieder. Bei dem anschließenden Prozess wurde er jedoch mangels Beweisen freigesprochen und wieder in seine Güter und Ämter eingesetzt. Er starb kinderlos.
Johann Bernhard (* um 1630; † 1691) beerbte seinen Bruder. Da auch er 1691 ohne Sohn starb, erlosch mit ihm die männliche Linie der Erbmarschälle. Der Besitz Nordkirchen kam zunächst an die Familie seines Schwagers, Freiherrn Ferdinand von Weichs. 1694 erwarb der Landesherr, Fürstbischof Friedrich Christian von Plettenberg den gesamten Morrienschen Besitz in Nordkirchen für 250.000 Taler, dazu noch im gleichen Jahr das Haus Meinhövel, das Haus Botzlar in Selm, das Haus Geisbeck in Südkirchen für 125.000 Taler und die Halbscheid des Hauses Davensberg einschließlich der vollständigen Gerichtsbarkeit sowie das Gericht Capelle für 27.636 Taler. Eine Schwester Elisabeth von Morrien, Stiftsdame in Nottuln, verheiratet mit Bernhard III. Droste zu Möllenbeck, dem ältesten Sohn von Everwin von Droste zu Möllenbeck, erhielt aus diesen Verkäufen 25.000 Taler. 

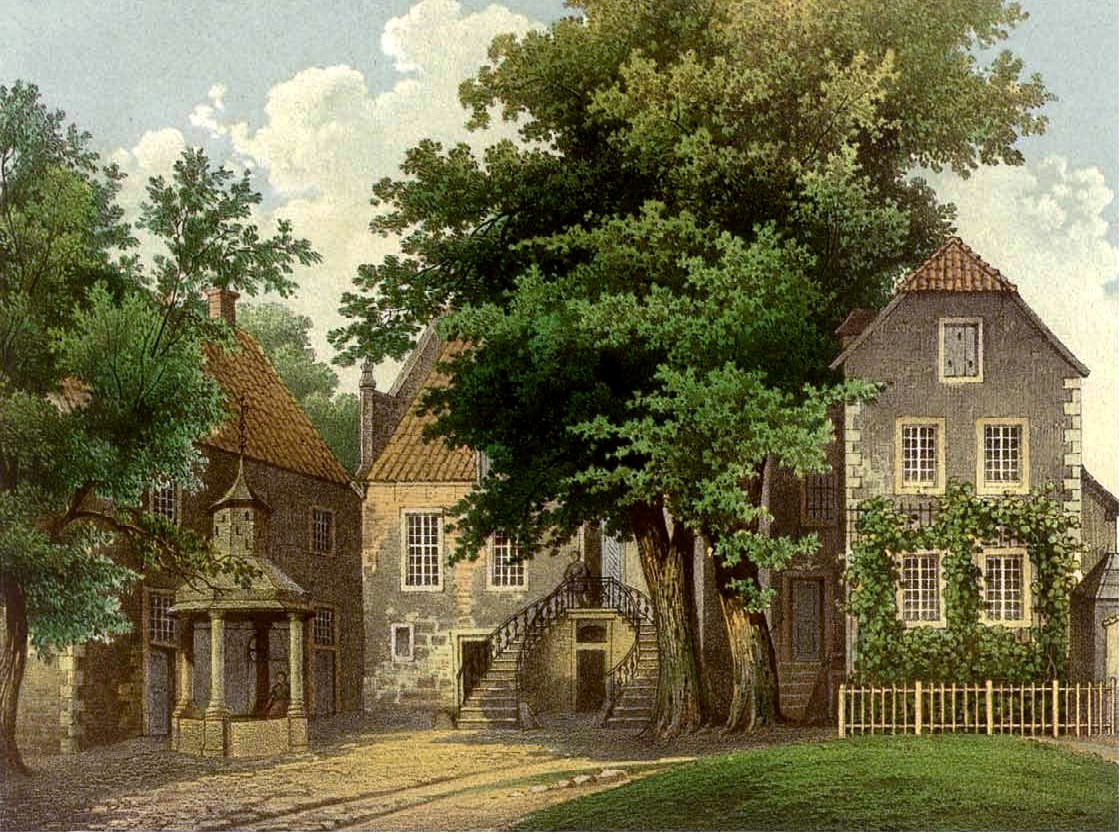
Rittergut Falkenhof (Alexander Duncker um 1860)

### Linie Malenburg, Berge und Bork
Bereits vor 1300 erscheinen die Brüder Johann und Alexander Morrian dicti Malemann, Söhne des Konrad von Morrien, Stammvater der Malemann. Johann genannt Malemann begründet einen Zweig zu Haus Berge (Selm) und Haus Bork, Alexander genannt Malemann einen Zweig zu Haus Malenburg im Vest Recklinghausen.

### Linie Falkenhof
Dietrich II. (* um 1490; † vor 1560) wurde Droste zu Cloppenburg. Er heiratete 1521 Anna von Valke. Hierdurch gelangte die Familie von Morrien auch in Besitz des Falkenhofes in Rheine, den sie zu neuer Blüte brachte.
Friedrich der II. von Preußen widmete seiner Lieblingshofdame, Charlotte von der Marwitz, einer Morrientochter, ein Gedicht.
„Du, die sie einst in meiner Jugend nannten
Den tollen kleinen Wirbelwind,
Sprich, sollen Dir Uraniens Trabanten [ = die Astronomen ]
Hier, wo wir höfisch-höflich sind,
Mit ihrem Zirkel regeln Weg und Ziel,
Die Mitte von Zuwenig und Zuviel?
Gedenkt’ der Zeit, da ohne Grübeleien
Dein Leben nur von Spielen war ein Reihen,
Da, ob des nächsten Tages unbekümmert,
Dem hellen Heute Du vertraut.
Du wußtest wohl, wohin Dein Auge schaut,
Daß nur für Dich der Morgen schimmert,
Um volle Lust in stetigem Erneuen
Wie Blumen Dir in Deine Hand zu streuen.
Morrien, Du liebenswerte Kreatur,
Wie warst Du klug in Frohsinn und Vergnügen!“
Wie Friedrich der Große am 17. Februar 1770 an Voltaire schreibt, bildete den Anlaß zu obigem Gedichte ein Tischgespräch, „wo sich diese Dame über die Schwierigkeit beklagte, die richtige Mitte zwischen dem Zuviel und Zuwenig zu finden“. Charlotte starb 1775 im königlichen Schloss. Er schenkte ihr auch ein Gemälde seiner Frau Elisabeth, gemalt von Antoine Pesne, welches weiterhin in Rheine in einem Privathaushalt hängt.
Die männliche Linie Falkenhof ist Ende des 18. Jahrhunderts erloschen und wurde über die Frauen in die Landratsfamilie Basse getragen. Auch heute noch leben Nachfahren der Basses, welche die Bilder im Falkenhof Anfang der 1920er Jahre der Stadt Rheine verkauften und in einer Familiengrabstätte in Burgsteinfurt auf dem ev. Friedhof begraben liegen, weitergeführt über die Familien Hogrebe und dann Seidel und Franz in Rheine.

## Wappen

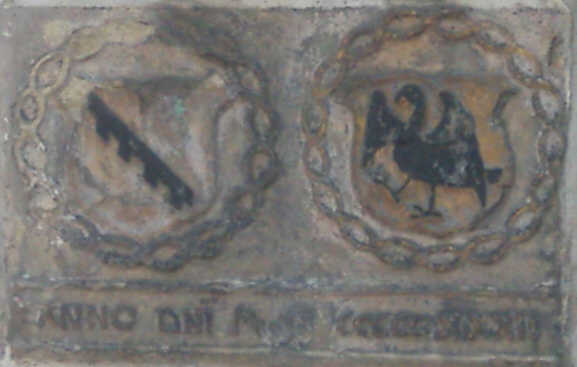
Allianzwappen Morrien-Valke
zu Falkenhof

Das Wappen zeigt in Silber einen schwarzen Schrägbalken mit vier Lätzen (Turnierkragen) und in der oberen Ecke einen sechseckigen roten Stern. Auf dem Helm mit schwarz-silbernen Decken der Rumpf eines Mohren mit rotem Stirnband zwischen einer roten und schwarzen Straußenfeder.
Der schrägrechte, vierlätzige Turnierkragen und der silberne Hintergrund wurden offensichtlich von den Herren von Senden übernommen und werden noch heute im Sendener Gemeindewappen verwendet.
Bei dem Mohren der Helmzier wird vermutet, dass es sich um den heiligen Mauritius handelt, der als Afrikaner in der römischen Legion diente und später einen Märtyrertod erlitt. Er ist Pfarrpatron in Nordkirchen, dem Stammsitz der Morrien.
Der eigentliche Urheber der Legende von der Abstammung von dem dunkelhäutigen der Heiligen Drei Könige, weshalb ein Mohr und ein Stern (Stern von Betlehem) im Wappen sei, scheint Johann von der Berswordt zu sein, der 1624 das „Westphälisch Adelich Stammbuch“ herausgab. Diese Legende wurde im kaiserlichen Diplom aus dem Jahre 1670 übernommen, kraft dessen die Brüder Morrien in den erblichen Reichsfreiherrenstand erhoben wurden.
1652 oder 1684 kam Ferdinand Reichsfreiherr von Morrien († 1688), Erbmarschall des Hochstifts Münster, Herr von Nordkirchen usw., Besitzer von 224 Bauernhöfen sowie 52 Häusern in Münster, Herford und Osnabrück, nach Köln. Der Erbmarschall Morrien hatte vom Erlös des Verkaufs einer seiner Bauernhöfe einen goldenen sechszackigen Stern, mit Diamanten besetzt, anfertigen lassen, den er zur Unterstreichung der Familienlegende dem Dreikönigenschrein des Kölner Domes übergab. Gemäß der ehemaligen Dombaumeisterin Barbara Schock-Werner wurde der morrien'sche Stern später (wohl am Ende des 18. Jahrhunderts) in Paderborn verkauft und eingeschmolzen.

## Weitere Namensträger
- Alexander Morrien, Dompropst in Münster,
- Bernhard Morrien, Domherr in Münster, ab 1558 Dompropst, 1569 resigniert
- Dietrich Morrien (Drost), Drost des Amtes Cloppenburg
- Gerhard Morrien (Erbmarschall), Erbmarschall im Hochstift Münster
- Johann Morrien (Domherr) († 1559), Domherr in Münster
- Johann Morrien († 1562), Domherr in Münster
- Lubbert Morrien, Drost des Amtes Werne und Domherr in Münster